# Matteo Gritti
Matteo Gritti (* 11. Juni 1980 in Seriate (BG), Italien) ist ein italienischer ehemaliger Fußballtorhüter, welcher von 2008 bis 2011 bei AC Bellinzona unter Vertrag stand.
Seine Karriere begann er bei Atalanta Bergamo. Spätere Stationen waren Alzano Virescit, UC AlbinoLeffe, AC Palazzolo und AC Lugano. Von 2006 bis 2008 spielte er bei YB in Bern. Zur Saison 2008/09 wechselte er nach Bellinzona. Er verlor jedoch Ende Saison seinen Stammplatz im Tor an seinen neuen Teamkollegen Lorenzo Bucchi.